# Наполеон з Ноттін Гіллу
«Наполеон з Ноттін Гіллу» (англ. The Napoleon of Notting Hill) — роман 1904 року авторства Гілберта Честертона, дії якого відбувається в Лондоні 1984 року.
Незважаючи на те, що роман розгортається в майбутньому, він, по суті, розгортається в альтернативній реальності власного періоду Честертона, без будь-якого прогресу технологічного розвитку чи змін у класовій системі. У ньому постулюється безособовий уряд, який не описано в деталях, але який яскраво демонструє задоволеність випадковим вибором короля.

## Сюжет
Сумна послідовність випадково вибраних королів Англії розривається, коли обирають Оберона Куіна, який піклується лише про гарне почуття гумору. Для власних розваг, він наказує використовувати незвичайні костюми для керівників лондонських районів. Всім нудно від подібних веселощів монарха й загалом без різниці на такі витівки свого правителя, за винятком одного серйозного юнака, який доволі серйозно сприймає біль за державну гордість — Адама Вейна, однойменного Наполеона з Ноттінг-Гіллу.

## Вплив
Відомо, що Майкл Коллінз, який очолив боротьбу за незалежність Ірландії від британського правління, захоплювався книгою. Існували припущення, що час та місце дії «Наполеон з Ноттін Гіллу» підштовхнуло до вибору дати Джорджа Орвелла «1984»; японський переклад книги, обкладинку якої проілюстрував Міядзакі Хаяо, мав основну назву «Честертон 1984». Роман також цитується на початку роману Ніла Ґеймана «Ніде».
«Наполеон з Ноттін Гіллу» і «Людина, що була Четвергом» Честертона згадуються у відеогрі Deus Ex 2000 року.

### Друковані джерела
- Еверетт, Блеєр (1948). The Checklist of Fantastic Literature. Чикаго: «Shasta Publishers». с. 77.